# 鳥取市立気高中学校
鳥取市立気高中学校（とっとりしりつ けたかちゅうがっこう）は、鳥取県鳥取市気高町浜村にある公立中学校。

## 沿革
- 1947年（昭和22年）4月 - 瑞穂、酒津、宝木村組合立気高中学校と正条村立正条中学校創立。
- 1948年（昭和23年）4月 - 瑞穂、酒津村組合立気高中学校と宝木村立宝木中学校に分離、正条中学校を浜村町立浜村中学校と改称。
- 1949年（昭和24年）7月 - 浜村町立浜村中学校を浜村町逢坂村組合立浜村中学校と改称。
- 1955年（昭和30年）7月 - 瑞穂、酒津、宝木、浜村、逢坂の町村合併により、気高町が発足、それぞれ気高町立の中学校に改称。
- 1956年（昭和31年）4月 - 気高中学校と宝木中学校を統合。
- 1966年（昭和41年）4月 - 浜村中学校を統合し浜村校舎と改称。
- 1968年（昭和43年）4月 - 現在地に統合校舎を新築し完全統合する。
- 2004年（平成16年）11月 - 気高町が鳥取市に編入合併し、鳥取市立気高中学校と改称。
- 2017年(平成29年)  2月- 新校舎落成。

## 部活動
- 野球部
- サッカー部
- 陸上部
- ソフトテニス部（男子・女子）
- バレーボール部（男子・女子）
- バスケットボール部 (女子)
- 卓球部（男子・女子）
- 芸術部
- 吹奏楽部
- 茶道部
- 華道部

## 校区
校区は、浜村小学校、逢坂小学校、宝木小学校、瑞穂小学校の通学区域となっている。